# Свои (фильм)
- Не следует путать с фильмом «Свой».

«Свои» — российский художественный фильм 2004 года режиссёра Дмитрия Месхиева, драма. Картина вошла в список 100 главных русских фильмов по версии журнала «Афиша». За роль Ивана Блинова Богдан Ступка был номинирован на премию Европейской киноакадемии как лучший актёр.

## Сюжет
Август 1941 года. Неожиданно ворвавшись в одну из деревень Псковской области, немцы захватывают много пленных, в их числе политрук Лившиц, чекист Анатолий и молодой снайпер Дмитрий Блинов.
Лившица шантажирует один из пленных: забирает паёк, под угрозой раскрытия должности и национальности (комиссар и еврей), — Анатолий расправляется с шантажистом, перерезав ему горло опасной бритвой.
Недалеко от места прохождения колонны военнопленных находится родная деревня Блинова; узнав об этом, Лившиц и Анатолий решаются вместе с ним на побег. Но деревня Блинова давно занята немцами, и отец Дмитрия, Иван Блинов, оказывается местным старостой. Он утверждает, что старостой согласился стать исключительно по просьбам односельчан, прячет беглецов в сарае, однако не внушает им доверия; тем более что родственник Ивана убеждает его выдать беглецов, которых уже разыскивают, в противном случае и укрывателям грозит расстрел. В конечном счёте отец поступает так, как ему велит совесть: спасает и своих близких, и бывших пленных, которые вступают в борьбу с фашистами и их прислужниками.

## В ролях
| Актёр                | Роль                  |
| -------------------- | --------------------- |
| Константин Хабенский | политрук Лившиц       |
| Сергей Гармаш        | чекист Толя           |
| Михаил Евланов       | снайпер Митька Блинов |
| Богдан Ступка        | Иван Блинов           |
| Наталья Суркова      | Анна                  |
| Анна Михалкова       | Катерина              |
| Фёдор Бондарчук      | полицмейстер Николай  |
| Сергей Дьячков       | писарь в штабе        |
| Александр Половцев   | майор в штабе         |
| Анна Белова          | сестра                |
| Оксана Глушкова      | сестра                |
| Юрий Зайцев          | Мишка-полицай         |
| Сергей Козик         | полицай               |

Постановщик трюков: Олег Корытин

## Производство
Съёмки проходили в деревне Раково, в городах Изборске, Острове и Печоры Псковской области. Для съёмок купили в заброшенных деревнях сараи, баню. Дома разобрали, перевезли в Раково и собрали заново. И Раково превратилась в Блины — деревню начала 1940-х с хорошими крепкими срубами и домашней живностью. Упомянутые в фильме деревни Перлица, Курцево и Блины действительно существуют в Псковской области и расположены вдоль реки Синей.
В съёмках фильма использовался танк PzKpfw 38(t), единственный сохранившийся ходовой танк этого типа в России, выставленный в экспозиции Военно-исторического музея бронетанкового вооружения и техники в Кубинке.

## Саундтрек
В 2004 году, ограниченным тиражом был издан саундтрек на компакт диске, включающий в себя оригинальную музыку Святослава Курашова и Сергея Старостина, а также ремикс на песню "Речка" в исполнении Татьяны Лариной и Сергея Старостина.  Музыкальный продюсер Андрей Курченко

## Награды
- 2004 год, июнь — XXVI Московский Международный кинофестиваль — участие в конкурсной программе:
  - Главный приз «Золотой Георгий» за лучший фильм фестиваля
  - Приз «Серебряный Георгий» за лучшую режиссёрскую работу (Дмитрий Месхиев)
  - Приз «Серебряный Георгий» за лучшее исполнение мужской роли (Богдан Ступка)
  - Приз Жюри Российской кинокритики за лучший фильм основного конкурса
  - Приз Федерации Киноклубов России за лучший фильм основного конкурса
- 2004 год — премия «Ника»:
  - Лучший игровой фильм 2004
  - Лучший сценарий — Валентин Черных
  - Лучший оператор — Сергей Мачильский
  - Лучший звук — Константин Зарин
- 2004 год — премия Золотой орёл:
  - Лучший сценарий — Валентин Черных
  - Лучшая мужская роль в кино — Сергей Гармаш
  - Лучшая операторская работа — Сергей Мачильский
- 2004 год — премия Гильдии киноведов и кинокритиков России «Золотой овен»:
  - Лучший фильм
  - Лучшая режиссура — Дмитрий Месхиев
  - Лучший сценарий — Валентин Черных
  - Лучшая главная мужская роль — Богдан Ступка
  - Лучшая женская роль второго плана — Наталья Суркова